# 桃生町寺崎
桃生町寺崎（ものうちょう てらさき）は、宮城県石巻市にある大字であり、旧桃生郡桃生町寺崎、旧桃生郡中津山村寺崎、旧桃生郡寺崎村に相当する。郵便番号は986-0314。石巻市の住民基本台帳によると、2025年（令和7年）2月時点での世帯数は386戸、人口は929人である。往古、集落は山岸村と呼ばれていた。

## 地理
石巻市の北部、桃生地域の中部に位置し、東で桃生町牛田・桃生町樫崎と、南東で桃生町城内と、南から南西にかけて桃生町中津山と、西から北にかけて旧北上川を挟んで登米市豊里町と接する。

### 小字
仙台法務局石巻支局の「石巻市登記所備付地図データ」（2024年10月5日時点）、デジタル庁公表のアドレス・ベース・レジストリの「宮城県町字マスターデータセット」（2024年8月13日時点）、東北運輸局公表の「東北運輸局宮城運輸支局住所コード表」（2024年11月1日時点）および桃生町史編纂委員会著の「桃生町史第三巻自然・民俗編」（1990年7月30日発行）によれば、桃生町寺崎の小字は以下の通りである。
| 町・字     | 町・字     | 出典         | 出典   | 出典 | 出典 |
| 大字       | 小字       | 町字マスター | 運輸局 | 町史 | 登記 |
| ---------- | ---------- | ------------ | ------ | ---- | ---- |
| 桃生町寺崎 | 字一里塚   | ○            | ○      | ○    | ○    |
| 桃生町寺崎 | 字外八木   | ○            | ○      | ○    | ○    |
| 桃生町寺崎 | 字亀田     | ○            | ○      | ○    | ○    |
| 桃生町寺崎 | 字元町     | ○            | ○      | ○    | ○    |
| 桃生町寺崎 | 字原谷地   | ○            | ×      | ×    | ×    |
| 桃生町寺崎 | 字坂下     | ○            | ○      | ×    | ○    |
| 桃生町寺崎 | 字寺崎     | ○            | ○      | ○    | ○    |
| 桃生町寺崎 | 字柴崎     | ○            | ○      | ○    | ×    |
| 桃生町寺崎 | 字舟場前   | ○            | ○      | ○    | ○    |
| 桃生町寺崎 | 字松木畑   | ○            | ○      | ○    | ○    |
| 桃生町寺崎 | 字植立     | ○            | ○      | ○    | ○    |
| 桃生町寺崎 | 字新亀田   | ○            | ×      | ×    | ○    |
| 桃生町寺崎 | 字新元町   | ○            | ×      | ×    | ○    |
| 桃生町寺崎 | 字新原谷地 | ○            | ○      | ○    | ○    |
| 桃生町寺崎 | 字新坂下   | ○            | ×      | ×    | ○    |
| 桃生町寺崎 | 字新柴崎   | ○            | ×      | ×    | ○    |
| 桃生町寺崎 | 字新善王寺 | ○            | ×      | ×    | ○    |
| 桃生町寺崎 | 字新町     | ○            | ○      | ○    | ○    |
| 桃生町寺崎 | 字新鶴田   | ○            | ×      | ×    | ○    |
| 桃生町寺崎 | 字西ノ崎   | ○            | ×      | ×    | ○    |
| 桃生町寺崎 | 字善王寺   | ○            | ○      | ○    | ○    |
| 桃生町寺崎 | 字袋沢     | ○            | ○      | ○    | ○    |
| 桃生町寺崎 | 字台       | ○            | ○      | ×    | ○    |
| 桃生町寺崎 | 字町       | ○            | ○      | ○    | ○    |
| 桃生町寺崎 | 字鶴田     | ○            | ○      | ○    | ○    |
| 桃生町寺崎 | 字梅ノ木   | ○            | ○      | ○    | ○    |
| 桃生町寺崎 | 字八幡     | ○            | ○      | ○    | ○    |
| 桃生町寺崎 | 字八幡山   | ○            | ○      | ○    | ○    |
| 桃生町寺崎 | 字八木     | ○            | ○      | ○    | ○    |
| 桃生町寺崎 | 字万之助   | ○            | ○      | ○    | ○    |
| 桃生町寺崎 | 字万ノ助田 | ○            | ×      | ×    | ×    |
| 桃生町寺崎 | 字境畑     | ×            | ○      | ×    | ×    |

#### 明治期の小字
宮城県各村字調書によると明治17、18年頃の寺崎村の小字は以下の通りである。
- 善王寺
- 舟窪
- 沖田
- 西野崎
- 沢田
- 中渋田
- 後待井
- 柴崎
- 柴田
- 東渋田
- 遠渋田
- 丑田境
- 上原
- 中原
- 下原
- 下鶴田
- 蒲田
- 上鶴田
- 上坂ノ下
- 中坂ノ下
- 一本橋
- 形
- 町裏
- 大橋本
- 南梅木
- 東梅木
- 万之助田
- 一里塚
- 舟場前
- 下坂ノ下
- 明神畑
- 川前
- 松木畑
- 蘭土前
- 北十反田
- 南十反田
- 甲町裏
- 乙町裏
- 四反畑
- 坪沼渕
- 町屋敷
- 町屋敷
- 境畑
- 境畑八木
- 八幡前
- 今田廻
- 八幡山台
- 八幡山上
- 南外八木
- 中外八木
- 植立下
- 北外八木
- 八幡山中

#### 安永期の小字
安永風土記によると安永期での寺崎村の小字（小名）は以下の通りである。
- 本屋敷[注 3]
- 町屋敷[注 3]
- 八木
- 壱里塚
- 本町

## 歴史
「寺崎」の地名は戦国時代末期から存在し、天正元年8月2日の葛西晴信宛行状で
とあることから、往古より桃生郡に属していたことがわかる。
寛永17年（1640年）には仙台藩領にて領内総検地が実施され、それに伴い藩内の郡・村が再編され近世の郡村制度が確立した。寺崎村は中奥の郡奉行支配地のうち桃生郡北方の代官区に属することになった。寛文期から元禄期にかけて瀬上氏、その後は長沼氏が知行主であったが、元禄八年仙台藩4代目藩主伊達綱村の弟である伊達村和が三万石を分けられ、桃生郡中津山村・寺崎村・牛田村・倉埣村・脇谷村・永井村・太田村、栗原郡猿飛来村・平形村・岩崎村・大原木村を以て中津山藩を設置した。寺崎と中津山の地は町割が計画されていたものの、元禄十二年事件により、村和は逼塞し、中津山藩は廃された。知行主は登米伊達家に移り、布施氏、そして享保八年から幕末まで黒沢氏が治めた。
寺崎は城下町にはなれなかったものの、気仙道の宿場町として栄え、登米郡寺池や栗原郡佐沼といった街への中継地点として繁栄した。宿場町としての寺崎町は5丁28間で、古くは北上川の舟場土手際にあったが、正保2年に火災に遭い、寛文2年（1662年）、中津山村境に人家を移している 。文政12年（1829年）に当地を訪れた近江商人の中井源左衛門は「中井源左衛門日記」のなかで町家は90軒ほどで南北に町割りがなされていると述べている。
正保郷帳によれば村高は583石余で、桃生郡南方北方本吉郡南方風土記によれば文政11年時点で村高は59貫332文、人頭91、人数513であったとされる。
1992年（平成4年）9月、チュニジアから東北大学に留学していた学生が、宮城県国際交流協会主催の伝統行事ふれあい事業により、町内にホームステイをした。その後も桃生町民とチュニジア人留学生の交流は続き、1997年（平成9年）4月には駐日チュニジア大使が来町し、それを記念して寺崎域内の町道を「チュニジア通り」と命名した。
2011年（平成23年）3月11日、東北地方太平洋沖地震が発生し被災した。内陸に位置するため津波による被害はなかったものの、隣接する桃生町中津山では市内観測所の震度としては最大の震度6強を記録するなど、地震による被害に遭った。2023年（令和5年）12月末時点で、桃生町寺崎では域内居住者のうち1名が犠牲となったことがわかっている。

### 沿革
※新暦導入以前（明治5年以前）の日付は和暦による旧暦で表記する。丸括弧内は西暦で、1581年以前はユリウス暦、1582年以降はグレゴリオ暦。
- 寛文2年（1662年） - 寺崎町の町場が北上川の際から中津山村との村境付近に移転[16]。
- 明治元年12月12日（1869年1月24日） - 高崎藩の支配下に置かれる[21]。
- 明治2年
  - 7月20日（1869年8月27日） - 桃生県所属となる[21]。
  - 8月13日（1869年9月18日） - 石巻県所属となる[21]。
- 明治3年9月28日（1870年10月22日） - 登米県所属となる[21]。
- 明治4年11月2日（1871年12月13日） - 仙台県所属となる[21]。
- 明治5年
  - 1月8日（1872年2月16日） - 宮城県所属となる[21]。
  - 4月 - 宮城県第11大区小2区に属する[21]。
- 1874年（明治7年）
  - 4月 - 宮城県第6大区小9区に属する[21]。
  - 12月 - 寺崎郵便取扱所発足[22]。
- 1876年（明治9年）11月 - 宮城県第5大区小6区に属する[21]。
- 1878年（明治11年）11月 - 郡区町村編成法施行[21]。
- 1882年（明治15年）1月1日 - 寺崎巡査屯所設置[23]。
- 1889年（明治22年）4月1日 - 寺崎村と中津山村が合併し村制施行[21]。寺崎村は中津山村寺崎となる。
- 1890年（明治23年）- 寺崎郵便取扱所改め、寺崎郵便局開局[22]。
- 1916年（大正5年） - 遠田送電会社の送電により、初めて電灯が点灯[11][24]。
- 1917年（大正6年）10月7日 - 地元有志により宮城商業銀行の派出所が誘致された[25]。
- 1921年（大正10年）10月 - 寺崎の宮城商業銀行派出所が中津山支店に昇格[25]。
- 1922年（大正11年） - 寺崎揚水機関場完成[11]。
- 1923年（大正12年）12月 - 宮城県電気課飯野川出張所管内寺崎散宿所が設置され、電工1名が駐在[26]。
- 1928年（昭和3年）
  - 電話開通[11]。
  - 宮城商業銀行中津山支店が七十七銀行中津山支店となる[25]。
- 1950年（昭和25年） - 寺崎散宿所閉鎖[26]。
- 1955年（昭和30年）3月21日 - 中津山村と桃生村が合併し町制を施行[11]。中津山村寺崎は桃生町寺崎となる[11]。
- 1960年（昭和35年）9月12日 - 七十七銀行中津山支店が中津山に移転[25]。
- 1973年（昭和48年）4月 - 寺崎郵便局が桃生郵便局に改称[22]。
- 1992年（平成4年）11月24日 - 桃生郵便局が中津山に移転[27]。
- 1997年（平成9年）4月 - チュニジア大使が来町[18]。域内に整備中の町道を「チュニジア通り」と命名[18]。
- 2005年（平成17年）4月1日 - 石巻市・河北町・桃生町・雄勝町・河南町・北上町・牡鹿町が合併し石巻市が成立。桃生町寺崎は石巻市桃生町寺崎となる。
- 2011年（平成23年）3月11日 - 東北地方太平洋沖地震が発生し罹災する[19]。

### 地名の由来
菊池および桃生町史によれば、「寺崎」の地名の由来には次の二説があるとされる。
一つは八幡神社の社伝による説である。それによれば、1101年（康和三年）に陸奥押領使藤原清衡が山城国の石清水八幡宮の分霊を山岸村沢山という地に勧請した時、社務十二戸と寺院一宇を無量光院としたが、それまで沢山の地にあった山岸村を無量光院の門前の方（寺崎舟場付近）に移したことから、「寺前」の意で寺崎と名付けられたとされる。なお、菊池は無量光院ではなく中津山香積寺の「寺前」の意で寺崎となったという可能性を、桃生町史は善王寺の「寺前」の意であった可能性も指摘している。
もう一つは葛西家一門の陸奥寺崎氏に関する説である。この説によれば、1189年（文治五年）の奥州藤原氏討伐の功労により地方に封ぜられた葛西清重の子清親の末男清次が下総国印旛郡寺崎に居城して寺崎姓を名乗っていたが、清次五代の孫寺崎清義が当地に下って沢山城に居城を構えたことから、山岸村を改めて寺崎村と呼ぶようになったとされる。

## 施設

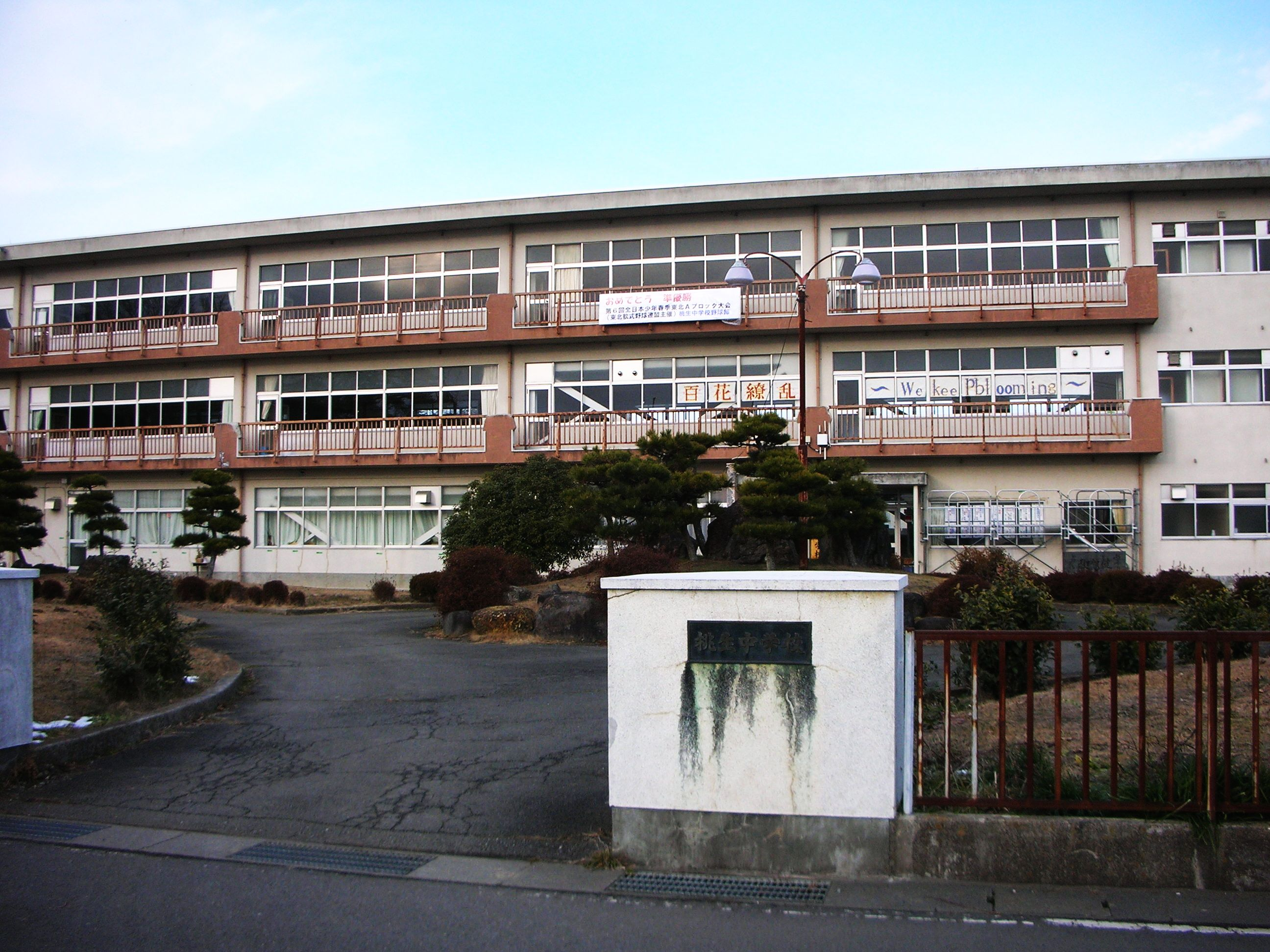
石巻市立桃生中学校

- 石巻市立桃生中学校（桃生町寺崎字植立20）[31]
- 桃生植立山公園（桃生町寺崎字北八木66-2）[32]
- 河北警察署桃生駐在所（桃生町寺崎字寺崎9-1） - 1882年（明治15年）に設置された寺崎巡査屯所を起源とする[23][33]。

## 交通

### 道路
- 宮城県道21号河南米山線
- 宮城県道30号河北桃生線
- 宮城県道61号涌谷津山線
- チュニジア通り

## 人口
石巻市の住民基本台帳によれば、2025年（令和7年）2月末時点での桃生町寺崎の人口は以下の通りである。
| 大字       | 字・番地 | 世帯数〔戸〕 | 男〔人〕 | 女〔人〕 | 総人口〔人〕 |
| ---------- | -------- | ------------ | -------- | -------- | ------------ |
| 桃生町寺崎 | 字植立   | 24           | 27       | 27       | 54           |
| 桃生町寺崎 | 字梅ノ木 | 16           | 15       | 24       | 39           |
| 桃生町寺崎 | 字新町   | 67           | 72       | 86       | 158          |
| 桃生町寺崎 | 字外八木 | 9            | 11       | 5        | 16           |
| 桃生町寺崎 | 字寺崎   | 55           | 66       | 65       | 131          |
| 桃生町寺崎 | 字八幡   | 1            | 1        | 2        | 3            |
| 桃生町寺崎 | 字八幡山 | 7            | 6        | 5        | 13           |
| 桃生町寺崎 | 字舟場前 | 21           | 19       | 22       | 41           |
| 桃生町寺崎 | 字町     | 103          | 135      | 128      | 263          |
| 桃生町寺崎 | 字松木畑 | 44           | 49       | 53       | 102          |
| 桃生町寺崎 | 字元町   | 36           | 49       | 53       | 102          |
| 桃生町寺崎 | 字八木   | 3            | 4        | 3        | 7            |
| 合計       | 合計     | 386          | 454      | 475      | 929          |

### 人口・世帯数の推移
以下は国勢調査による1995年から2020年における5年ごとの桃生町寺崎（2000年までは寺崎）の人口推移を表すグラフである。
| 1995年 | 1,151人 |  |
| 2000年 | 1,199人 |  |
| 2005年 | 1,068人 |  |
| 2010年 | 1,044人 |  |
| 2015年 | 980人   |  |
| 2020年 | 964人   |  |

以下は国勢調査による1995年から2020年における5年ごとの桃生町寺崎（2000年までは寺崎）の世帯数推移を表すグラフである。
| 1995年 | 331世帯 |  |
| 2000年 | 363世帯 |  |
| 2005年 | 334世帯 |  |
| 2010年 | 326世帯 |  |
| 2015年 | 333世帯 |  |
| 2020年 | 341世帯 |  |

## 教育

### 教育史
幕末には寺子屋が2つ存在していた。一つは読書・習字を、もう一方は算術を教授していた。明治期には木村秀雄の営む私塾のみが存在しており、読書・習字を教授していた。
1873年（明治6年）には学制が施行され、寺崎には第7大学区第2中学区第60番小学校（公立寺崎小学校）が1873年（明治6年）5月22日に開校した。開校当初は教員3人、生徒54人（うち女子6人）の体制であったとされる。1879年（明治12年）12月、寺崎小学校は火災に遭い校舎が焼け落ちるも、度重なる水害のために村財政がひっ迫していた寺崎村は校舎の新築を断念し、近隣にあった中津山村の公立中津山小学校と合わせて中津山・寺崎連合小学校となった。この小学校は最終的に石巻市立中津山第二小学校となり、開校してから2025年（令和7年）3月31日に閉校するまで寺崎の児童の学び舎としての役割を果たした。

### 小・中学校の学区
2025年（令和7年）4月現在における小・中学校の学区は以下の通りである。
| 大字       | 字・番地 | 小学校             | 中学校             |
| ---------- | -------- | ------------------ | ------------------ |
| 桃生町寺崎 | 全域     | 石巻市立桃生小学校 | 石巻市立桃生中学校 |

## 文化

### 寺崎はねこ踊り
寺崎の地に伝わる豊年踊りの一つで、県指定無形民俗文化財。寺崎はねこ踊りは、4年に1度、9月に行われる寺崎八幡神社大祭で、神輿渡御に随行し、囃子に合わせて、100人以上の踊り手が3列縦隊で踊りながら進行する。宝暦・天保期の飢餓により、生活が困窮していた永井村にある時、意想外の大豊作に恵まれ、村人たちがこれを喜び思い思いの格好をして踊り回ったのが始まりとされる。寺崎には昭和初期に伝わったとされるが、現在は寺崎以外のはねこ踊りは廃絶しており、寺崎はねこ踊りが現存する唯一のはねこ踊りとなっている。全国青年大会（郷土芸能の部）で複数回、最優秀賞もしくは優秀賞を受賞している。

## 行政区
石巻市は世帯数及び人口の調査、世帯台帳の整備、市行政の周知、連絡、通知のための公文書の配布伝達を円滑に行うために、行政区を定めている。石巻市の例規「石巻市行政委員規則」（2024年2月1日施行）によれば、桃生町寺崎と対応する行政区は以下の通りである。
| 行政区   | 町・字（特記なければ各一部） | 町・字（特記なければ各一部） |
| 行政区   | 大字                         | 小字                         |
| -------- | ---------------------------- | ---------------------------- |
| 寺崎舟場 | 桃生町寺崎                   | 字元町                       |
| 寺崎舟場 | 桃生町寺崎                   | 字梅ノ木                     |
| 寺崎舟場 | 桃生町寺崎                   | 字松木畑                     |
| 寺崎舟場 | 桃生町寺崎                   | 字舟場前（全部）             |
| 寺崎舟場 | 桃生町寺崎                   | 字八木（全部）               |
| 寺崎舟場 | 桃生町寺崎                   | 字新町                       |
| 寺崎上   | 桃生町寺崎                   | 字元町                       |
| 寺崎上   | 桃生町寺崎                   | 字町                         |
| 寺崎上   | 桃生町寺崎                   | 字梅ノ木                     |
| 寺崎上   | 桃生町寺崎                   | 字松木畑                     |
| 寺崎上   | 桃生町寺崎                   | 字新町                       |
| 寺崎上   | 桃生町寺崎                   | 字寺崎                       |
| 寺崎上   | 桃生町寺崎                   | 字外八木（全部）             |
| 寺崎上   | 桃生町寺崎                   | 字植立                       |
| 寺崎下   | 桃生町寺崎                   | 字町                         |
| 寺崎下   | 桃生町寺崎                   | 字寺崎                       |
| 寺崎下   | 桃生町寺崎                   | 字植立                       |
| 城内嶺   | 桃生町寺崎                   | 字八幡山（全部）             |
| 城内嶺   | 桃生町寺崎                   | 字八幡（全部）               |

## 寺社・仏閣
- 寺崎八幡神社 - 桃生町寺崎字八幡山に所在し、誉田別命を祀る[51]。伝説によれば藤原泰衡が石清水八幡宮より分霊したことを由来とする[51]。明治5年11月に村社に列した[51]。

## 人物
- 遠藤曰人 - 「東の曰人、西の乙二」と評された文化・文政期の俳人・書画家[49]。生まれは寺崎の木村家であるが、遠藤家の養子となった[52]。名を定矩、字を文規、通称を清右衛門、後に伊豆之助を名乗る[52]。
- 若山作内 - 前島密より許可を得て、1874年（明治7年）12月に自宅を郵便取扱所として開所し、寺崎で郵便業務をはじめた[53]。1890年（明治23年）には郵便貯金出納官吏を命じられ、寺崎郵便局の局長に就任した[22]。1892年（明治25年）9月に寺崎郵便局局長の座を退いた[27]。

### 苗字
1990年（平成2年）3月時点で、桃生地域（当時の桃生町）内における最多苗字は佐々木姓であったが、寺崎における最多苗字は西條姓であった。若山姓や渥美姓は他の桃生地域（当時の桃生町）の大字よりか圧倒的に多かった。
1990年（平成2年）3月時点で域内の居住者の苗字のうち、人数が上位のものを以下に上げる。
| 順位 | 苗字   | 人数 |
| ---- | ------ | ---- |
| 1    | 西條   | 25   |
| 2    | 高橋   | 24   |
| 3    | 若山   | 21   |
| 4    | 佐々木 | 17   |
| 5    | 佐藤   | 16   |
| 6    | 成沢   | 11   |
| 7    | 渥美   | 10   |